# Total verhext
Total verhext (Originaltitel: Witches Abroad) ist ein Roman von Terry Pratchett aus dem Jahr 1991. Er ist der zwölfte Scheibenwelt-Roman. Er gehört in die Reihe der Hexengeschichten, die demnach auch die Protagonisten stellen. Thematisch arbeitet sich Total verhext an Themen wie guten bzw. bösen Feen, Mardi Gras, Aschenputtel und Voodoo ab.

## Handlung
Die gute Fee Desiderata Hohlig stirbt und überlässt ihren Zauberstab der jungen Hexe Magrat Knoblauch – allerdings ohne Gebrauchsanweisung. In einem Begleitbrief weist sie Magrat an, nach Gennua zu reisen, um zu verhindern, dass ein bestimmter Prinz die Prinzessin heiratet. Geschickt angewandte Psychologie – sie untersagt ausdrücklich, dass eine gewisse Esmeralda Wetterwachs und ihre Freundin Nanny Ogg Magrat begleiten dürfen – sorgt für die angemessene Reiseunterstützung.
Binnen kürzester Zeit ist das Trio unterwegs nach Gennua. Zunächst auf Besen, später auf dem Wasserweg nähern sie sich unaufhaltsam ihrem Zielgebiet. Unterdessen übt Magrat mit dem Zauberstab, aber abgesehen davon, dass sie alles Mögliche in Kürbisse verwandelt, will ihr damit nichts gelingen. Die letzten Meilen bis zur Stadt legen sie zu Fuß zurück. Oma Wetterwachs hatte während der ganzen Reise ein bedrohliches Gefühl, das sich nun immer mehr verstärkt.
Gennua befindet sich fest in der Hand der guten Fee Lily, die jedoch schon lange vom Pfad der Tugend abgekommen ist. Seit Jahren manipuliert sie die Realität und die Menschen und zwingt sie, in märchenhaften Geschichten zu leben. Sie hat einen Frosch in einen Prinzen verwandelt und versucht ihn mit Ella, der Tochter des verstorbenen Barons, zu verheiraten, um ihre Herrschaft zu legitimieren. Das gilt es zu verhindern.
Überraschenderweise entpuppt sich Lily als die verschollene Schwester von Esme Wetterwachs, was das Ganze zu einer Familienangelegenheit macht. Mit Hilfe von Greebo, Nanny Oggs Kater, und Frau Gogol, einer zombieaffinen Voodoo-Hexe, verhindern sie die unselige Verbindung. Den Rückweg nach Lancre nutzen die drei für einige touristische Abstecher und bestaunen die Elefanten.

## Ausgaben
- englische Erstausgabe (UK, Hardcover): Witches Abroad. Gollancz, 1991, ISBN 0-575-04980-4.
- US-Erstausgabe (Taschenbuch):  Roc/New American Library, 1993, ISBN 0-451-45225-9.
- englisches E-Book: Witches Abroad. HarperCollins e-books, 2009, ISBN 978-0-06-180972-9.
- deutsche Erstausgabe: Total verhext. Übersetzt von Andreas Brandhorst. Goldmann Fantasy #42131, 1999, ISBN 3-442-42131-4.
- Hörbuch, Total verhext. Sprecherin: Katharina Thalbach. Lesefassung und Regie: Thomas Krüger. Übersetzt von Andreas Brandhorst. 6 CDs. Schall & Wahn, 2008, ISBN 3-86604-858-0 (gekürzte Fassung).
- Neuübersetzung: Total verhext. Übersetzt von Regina Rawlinson. Goldmann #48434, 2016, ISBN 978-3-442-48434-8.
- deutsches E-Book: Total verhext. Übersetzt von Regina Rawlinson. Goldmann, 2015, ISBN 978-3-641-18804-7.